# Jan Berger (1918-1978)
Jan Johannis Adriaan (Jan) Berger (Middelburg, 18 september 1918 - Den Haag, 6 september 1978) was een Nederlandse politicus. Hij was onder meer burgemeester van Groningen en lid van de Tweede Kamer.

## Opleiding, werk
Berger groeide op in Zeeland als zoon van vakbondsbestuurder Jan Berger (1895-1961). Hij bezocht de HBS in Vlissingen. Tijdens zijn middelbareschooltijd verhuisde hij naar Amsterdam waar hij de HBS afmaakte. Na zijn middelbare school volgde hij een opleiding in de Sociale Verzekeringen en ging vervolgens werken bij de toenmalige Raad van Arbeid in Groningen.
Voor de oorlog was hij lid geworden van de SDAP, na de oorlog sloot hij zich aan bij de PvdA. Hij ging werken bij de vakbond en verhuisde vanuit Groningen terug naar Amsterdam.

## Politiek
In 1952 werd hij voor de PvdA in de Tweede Kamer gekozen. In de Kamer hield hij zich vooral bezig met zijn eigen vakgebied, sociale verzekeringen. In die periode werd door Willem Drees en Ko Suurhoff een begin gemaakt met het sociaal stelsel van Nederland.
In 1954 verliet hij de kamer om directeur te worden bij het toenmalige GAK. In 1959 keerde hij terug in de kamer en deed in 1962 een poging om fractievoorzitter te worden. Hij verloor die strijd van Anne Vondeling.

## Burgemeester

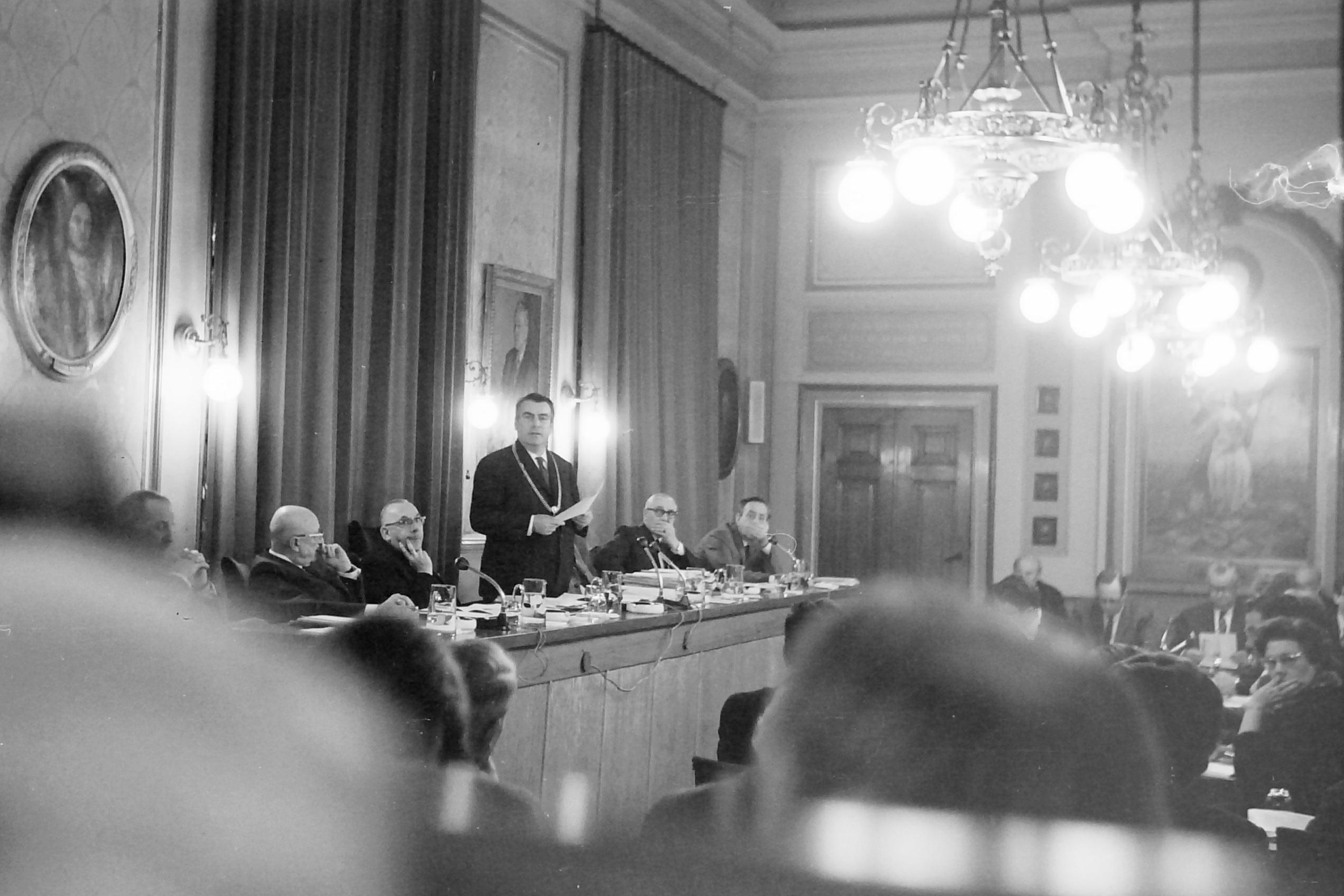
Burgemeester Berger op 12 januari 1970 in de gemeenteraadsvergadering van Groningen over het cultuurcentrum en de sloop van de Harmonie

De partij vroeg hem in 1965 om burgemeester van de gemeente Rotterdam te worden, maar Berger bedankte voor die eer. Later dat jaar zei hij wel ja toen Groningen beschikbaar kwam. In zijn periode als burgemeester wist hij de positie van Groningen aanzienlijk te versterken. Anders dan zijn voorganger, Jan Tuin, beschikte Berger over zeer goede contacten in Den Haag, die hij ten volle benutte. Hij droeg onder andere bij aan de publiciteit voor de stad: hij vormde een Bureau Voorlichting en een Bureau Culturele Zaken, waar de omroepmedewerkers Gerard van den Berg en Pier Tania leiding aan gaven.
Berger bleef burgemeester tot 1971. In dat jaar trad hij uit de PvdA om toe te treden tot DS'70. Berger meende dat zijn positie als burgemeester van de gemeente Groningen daarmee onhoudbaar was geworden en trad af.

## DS'70
Na zijn aftreden werd hij opnieuw tot Kamerlid gekozen, nu voor DS'70. De leider van die partij, Willem Drees jr., werd minister, waarop de fractie Berger tot haar voorzitter koos.
Berger verliet de actieve politiek, en DS'70, in 1975 na een conflict over de koers van die partij met Drees jr.
- Biografisch Portaal: 16043944
- International Standard Name Identifier: 0000 0003 9602 3233
- Nederlandse Thesaurus van Auteursnamen: 069856664
- Parlement.com: vg09lkxxqmxr
- Virtual International Authority File: 281888418
- WorldCat: E39PBJdGRq6HgT3dVRcpk8FBT3